# 24 ur Le Mansa 1928
24 ur Le Mansa 1928 je bila šesta vzdržljivostna dirka 24 ur Le Mansa. Potekala je 16. in 17. junija 1928.

## Rezultati

### Uvrščeni
| Poz | Razred | Št | Moštvo                                 | Dirkači                                     | Šasija                   | Motor            | Krogi |
| --- | ------ | -- | -------------------------------------- | ------------------------------------------- | ------------------------ | ---------------- | ----- |
| 1   | 5.0    | 4  | Bentley Motors Ltd.                    | Woolf Barnato Bernard Rubin                 | Bentley 4½ Litre         | Bentley 4.4L I6  | 154   |
| 2   | 5.0    | 1  | C.T. Weymann                           | Éduoard Brisson Robert Bloch                | Stutz DV16 Blackhawk     | Stutz 4.9L I8    | 153   |
| 3   | 5.0    | 8  | Brez imena                             | Henri Stoffel André Rossignol               | Chrysler 72 Six          | Chrysler 4.1L I6 | 144   |
| 4   | 5.0    | 7  | Brez imena                             | Jean Ghica Cantacuzino G. Ghica Cantacuzino | Chrysler 72 Six          | Chrysler 4.1L I6 | 139   |
| 5   | 5.0    | 3  | Bentley Motors Ltd.                    | Sir Henry Birkin Jean Chassagne             | Bentley 4½ Litre         | Bentley 4.4L I6  | 135   |
| 6   | 1.5    | 27 | Brez imena                             | Maj. Maurice Harvey Harold Purdy            | Alvis TA                 | Alvis 1.5L I4    | 132   |
| 7   | 1.1    | 32 | Brez imena                             | Michel Doré Jean Treunet                    | B.N.C.                   | B.N.C. 1.1L I4   | 131   |
| 8   | 2.0    | 12 | Brez imena                             | Robert Benoist Christian Dauvergne          | Itala Tipo 61 S 2000     | Itala 2.0L I6    | 130   |
| 9   | 1.5    | 28 | Brez imena                             | S.C.H. Davis William Urquhart-Dykes         | Alvis TA                 | Alvis 1.5L I4    | 130   |
| 10  | 1.1    | 35 | Brez imena                             | Georges Casse André Rousseau                | Salmson GS               | Salmson 1.1L I4  | 127   |
| 11  | 2.0    | 16 | F.E. Metcalfe                          | Andre d'Erlanger Douglas Hawkes             | Lagonda OH 2 Litre Speed | Lagonda 2.0L I4  | 126   |
| 12  | 1.5    | 29 | Pierre Fenaille                        | Maurice Benoist Louis Balart                | Tracta                   | S.C.A.P. 1.5L I4 | 121   |
| 13  | 1.1    | 37 | Brez imena                             | Lucien Desvaux Pierre Goutte                | Lombard AL3              | Lombard 1.1L I4  | 116   |
| 14  | 1.1    | 36 | Etablissements Henri Precioux (E.H.P.) | Guy Bouriat Pierre Bussienne                | E.H.P.                   | C.I.M.E. 1.1L I6 | 115   |
| 15  | 2.0    | 19 | Brez imena                             | Gaston Duval Gaston Mottet                  | S.A.R.A. SP7             | S.A.R.A. 1.8L I6 | 114   |
| 16  | 1.1    | 31 | Pierre Fenaille                        | Roger Bourcier Hector Vasena                | Tracta                   | S.C.A.P. 1.1L I4 | 110   |
| 17  | 1.1    | 42 | Pierre Fenaille                        | Jean-Albert Grégoire Fernand Vallon         | Tracta                   | S.C.A.P. 1.1L I4 | 108   |

### Odstopi
| Poz | Razred | Št | Moštvo                           | Dirkači                                       | Šasija                        | Motor                | Krogi |
| --- | ------ | -- | -------------------------------- | --------------------------------------------- | ----------------------------- | -------------------- | ----- |
| 18  | 1.5    | 24 | Brez imena                       | Henri Guilbert André Lefebvre                 | S.C.A.P.                      | S.C.A.P. 1.5L I4     | 95    |
| 19  | 1.1    | 39 | Brez imena                       | Lucien Lemesle Henry Godard                   | S.C.A.P.                      | S.C.A.P. 1.1L I4     | 91    |
| 20  | 1.5    | 26 | Aston Martin Ltd. Lord Charnwood | Jack Bezzant Cyril Paul                       | Aston Martin 1½ International | Aston Martin 1.5L I4 | 82    |
| 21  | 5.0    | 2  | Bentley Motors Ltd.              | Dr. Dudley Benjafield Frank Clement           | Bentley 4½ Litre              | Bentley 4.4L I6      | 71    |
| 22  | 5.0    | 5  | Brez imena                       | Cyril de Vere Louis Chiron                    | Chrysler 72                   | Chrysler 4.1L I6     | 66    |
| 23  | 1.1    | 41 | Brez imena                       | Fernand Gabriel Louis Paris                   | Ariés 8-10 CV                 | Ariés 1.1L I4        | 51    |
| 24  | 2.0    | 14 | Brez imena                       | Louis Charavel "Christian"                    | Itala Tipo 61 S 2000          | Itala 2.0L I6        | 50    |
| 25  | 1.5    | 21 | Brez imena                       | Henri De Cositer Sosthene de la Rochefoucauld | Alphi                         | Alphi 1.5L I4        | 45    |
| 26  | 1.5    | 25 | Aston Martin Ltd. Lord Charnwood | A.C. Bertelli Capt. George E.T. Eyston        | Aston Martin 1½ International | Aston Martin 1.5L I4 | 32    |
| 27  | 1.1    | 30 | Brez imena                       | J. Hasley Albert Perrot                       | Salmson GS                    | Salmson 1.1L I4      | 30    |
| 28  | 2.0    | 20 | Brez imena                       | Emile Maret Gonzaque Lécureul                 | S.A.R.A. SP7                  | S.A.R.A. 1.8L I6     | 25    |
| 29  | 2.0    | 18 | F.E. Metcalfe                    | Capt. R. Clive Gallop Maj. E.J. Hays          | Lagonda OH 2-Litre Speed      | Lagonda 2.0L I4      | 23    |
| 30  | 1.1    | 40 | Brez imena                       | Arthur Duray Roger Denalo                     | Ariés 8-10CV                  | Ariés 1.1L I4        | 22    |
| 31  | 2.0    | 15 | F.E. Metcalfe                    | F.H.P. Samuelson Frank King                   | Lagonda OH 2-Litre Speed      | Lagonda 2.0L I4      | 13    |
| 32  | 5.0    | 6  | Brez imena                       | Goffredo Zehender Jérôme Ledure               | Chrysler 72                   | Chrysler 4.1L I6     | 5     |
| 33  | 3.0    | 9  | Brez imena                       | Robert Laly Louis Rigal                       | Ariés Surbaissée 3-Litre      | Ariés 3.0L I4        | 3     |

### Statistika
- Najhitrejši krog - #3 Bentley Motors Ltd. - 8:07
- Razdalja - 2669.272km
- Povprečna hitrost - 111.219km/h

### Dobitniki nagrad
- 4th Biennial Cup - #35 Georges Casse/André Rousseau
- Index of Performance - #35 Georges Casse/André Rousseau